# 广钢气体
廣州廣鋼氣體能源股份有限公司，簡稱廣鋼氣體（英語：Guangzhou Guanggang Gases & Energy Company Limited，上交所：688548），在1969年，當時廣州鋼鐵廠分拆成前身「廣鋼空分」，現時主營國內和港澳研發、生產和銷售以電子大宗氣體為核心工業氣體。

## 历史[2]
1969年，當時廣州鋼鐵廠（廣州工業投資控股集團有限公司前身）分拆成前身「廣鋼空分」，初期主營生產煉鋼大量需要的高純度氧氣。直至80年代轉型。
1991年，「廣鋼氣體」積極尋求外資，根據現任總裁鄧韜提出資料，廣鋼氣體先後與「香港氧氣有限公司」（英國氧氣公司（前身「布林氧氣公司」）及林德集團合資企業，林德港氧有限公司前身）以首家中外合資「粤港气体有限公司」設立，開始踏足更多工業氣體生產。
2004年，廣鋼氣體已安置了位於南沙廠房，成立名為「廣鋼林德」。
2014年，當母公司廣州鋼鐵廠房停產時，南沙廠房不受影響，同時，更名「廣州廣鋼氣體能源有限公司」，轉型為現時研發、生產和銷售以電子大宗氣體，主要客戶為各家電子公司。
2019年，母公司廣州工業投資控股集團有限公司成立。
2020年，因應林德集團及普萊克斯合併，再加上國家反壟斷需要出售氦氣業務，和廣州廣鋼、深圳廣鋼、珠江氣體、粤港气体等四家合資公司出售予「廣州廣鋼氣體能源有限公司」，金額為73549.62萬元人民幣。
股份在2023年8月15日於上交所科創板上市，招股價為9.8元人民幣，發行新股為329,849,630股，集資額為32.5億元人民幣，用作參與大宗气站项目等項目，這個繼英國林德集團、法國液化空氣集團和美國空氣產品公司等全球首3名外資企業上市60多年後，再有第4家上市氣體能源企業。